# Perissasterias heptactis
Perissasterias heptactis is een zeester uit de familie Asteriidae.
De wetenschappelijke naam van de soort werd in 1926 gepubliceerd door Hubert Lyman Clark.